# Gebarsten granietkorst
Gebarsten granietkorst (Lecidea grisella) is een korstmossoort uit de familie Lecideaceae. Hij komt voor op steen. Hij leeft in symbiose met de alg Trebouxia.

## Determinatie
Gebarsten granietkorst is een korstvormig korstmos. Het thallus is heeft een diameter tot 10 cm. De kleur is glanzend, bruin-roodachtig, lichtbruin, grijsbruin. Het prothallus is zwart. Apotheciën zijn in grote getalen aanwezig. Ze hebben een diameter van 1–2,5 mm. De kleur is zwart maar vaak grijs door dichte pruine. De ascosporen zijn ellipsoïde, kleurloos, enkelvoudig gesepteerd en meten 11–16 × 4,5–6,5 µm.
Gebarsten granietkorst heeft de volgende kenmerkende kleurreacties: K-, C+ (red), KC+ (red), P-, UV-.

## Verspreiding
Het verspreidingsgebied van gebarsten granietkorst strekt zich uit over Eurazië. In Nederland is het een vrij algemene soort; het staat niet op de Nederlandse Rode Lijst en is niet bedreigd.